# (367945) 2012 DF16
(367945) 2012 DF16 es un asteroide perteneciente al cinturón de asteroides, descubierto el 16 de abril de 2005 por el equipo del Spacewatch desde el Observatorio Nacional de Kitt Peak, Arizona, Estados Unidos.

## Designación y nombre
Designado provisionalmente como 2012 DF16.

## Características orbitales
2012 DF16 está situado a una distancia media del Sol de 2,382 ua, pudiendo alejarse hasta 2,552 ua y acercarse hasta 2,212 ua. Su excentricidad es 0,071 y la inclinación orbital 5,971 grados. Emplea 1342,88 días en completar una órbita alrededor del Sol.

## Características físicas
La magnitud absoluta de 2012 DF16 es 17,4.